# Асела Робинсън
Асела Робинсън (на испански: Azela Robinson) е английско-мексиканска актриса, известна с изпълненията си на отрицателните героини в множество мексикански теленовели, сред които Плантация на страсти (1996), Срещу вълните на живота (2005), Изпълнена с любов (2010), Не вярвам на мъжете (2014) и други.
През 2021 г. с теленовелата Какво се случва със семейството ми? се бележи режисьорският дебют на Асела Робинсън.

## Биография

### Начало
Асела Робинсън е родена през 1965 г. в Лондон, Великобритания. Майка ѝ Надя Каниедо е мексиканка, а баща ѝ Алан Робинсън - англичанин.
Професионалното си обучение като актриса започва през 1980 г. в Театрално училище Олд Вик в Бристол, Англия. В периода 1982-1983 г. посещава курсове в Националния театър в Лондон. Когато получава свободата сама да взема решения, заминава за град Мексико.
Асела Робинсън е разведена с актьора Роберто Байестерос. Има син Алехандро.

### Кино
Установила се в Мексико, Асела започва актьорската си кариера в киното. Дебютира във филма Traficantes del vicio (1990), където си партнира с Марио Алмада и Фелисия Меркадо. В периода 1990-1993 г. участва в 20 филма, главно в жанровете на комедията и екшъна. Сред тях са: Sor Batalla (1990), La mujer judicial (1990), El extensionista (1991), Mujer de cabaret (1991), El trono del infierno (1992) и Dama de noche (1993). Честите участия в телевизията я отдалечават от киното.
В по-ново време най-забележителните ѝ участия в киното са във филми като Espejo retrovisor (2002), Contratiempo (2011) и Tus feromónas me matan (2016).

### Телевизия
Асела дебютира в мексиканската телевизия в епизод на известния телевизионен сериал на ужасите La hora marcada през 1990 г. През 1995 г. получава първия си персонаж в теленовелата на продуцента Енрике Сеговиано Pobre niña rica, където си партнира си с Виктория Руфо и Паулина Рубио. През 1996 г. изиграва Динора Фаберман, една от най-важните и запомнящи се роли в кариерата ѝ, в теленовелата Плантация на страсти, продуцирана от Умберто Сурита и Кристиан Бах, и споделя снимачната площадка с Даниела Кастро, Хуан Солер и Анхелика Арагон. Благодарение на представянето си, Асела се превръща в един от най-забележителните злодеи в мексиканските теленовели. Роли на антагонистки изиграва в теленовелите Узурпаторката (1998), Лабиринти на страстта (1999) и Моята съдба си ти (2000). През 2001 г. тя играе Франсиска в теленовелата Изворът, продуцирана от Карла Естрада, където си партнира с Адела Нориега, Даниела Ромо и Алехандро Томаси. През 2002 г. играе една от малкото си неантагонистични героини в теленовелата Другата, продукция на Ернесто Алонсо. През 2005 г. влиза в ролята на Аполония, друга от най-успешните си антагонистки в теленовелата Срещу вълните на живота, където прави забележителна игра заедно с първата актриса Беатрис Шеридан. През 2006 г. участва в теленовелата Свят на хищници, в която играе неантагонистичен персонаж.
През 2007 г. показва друг аспект в кариерата си като част от група водещи на телевизионната програма Metrópolis. Участва в телевизионните сериали S.O.S.: Sexo y otros secretos (2007) и Central de abastos (2008). През 2009 г. участва в един епизод на сериала Mujeres asesinas.
През 2010 г. Асела прави още едно запомнящо се представление в теленовелата Изпълнена с любов, където играе Федра, главния злодей в историята. Споделете сцени с Ариадне Диас, Валентино Ланус и Сесар Евора, наред с други.
През 2014 г. Асела се присъединява към актьорския състав на теленовелата Не вярвам на мъжете, с участието на Адриана Лувиер и Габриел Сото. За ролята си на Хосефа актрисата печели наградата на церемонията TVyNovelas в категорията за Най-добра актриса в отрицателна роля.
През 2016 г. изпълнява главната отрицателна роля в теленовелата Дойде любовта.
През 2017 г. Асела, заедно с актьорите Патрисия Рейес Спиндола, Ото Сирго, Силвия Марискал, Ракел Панковски и Ирина Ареу, сформира групата за свободни таланти в Латинска Америка, фокусирана върху получаването на възможности за работа на първи актьори (на испански: primeros actores) в различни медии в Латинска Америка.

### Театър
Асела Робинсън участва в някои изключителни театрални постановки в Мексико. Сред тях са: Todos a la piscina (1991), Trilogía amorosa (1993), ¿Quién le teme a Virginia Woolf? (1995) с Рохелио Гера и Хуан Игнасио Аранда, режисирана от Енрике Рентерия, Домът на Бернарда Алба (2002) от Федерико Гарсия Лорка, където си партнира с първите актриси Офелия Гилмайн, Мария Рубио и Аурора Молина, Hombres (2005) с Патрисия Рейес Спиндола и Мария Рохо, Orinoco (2007), режисирана от Бенхамин Кан, El equilibrista (2008), режисирана от Роберто Д'Амико, Макбет (2008), режисирана от Леонардо Аяла, Doce mujeres en pugna (2009), продуцирана от Хорхе Ортис де Пинедо, с участието на Йоланда Мерида, Лаура Сапата, Летисия Калдерон и други, La ronda de las arpías (2009) с Офелия Медина, Виктория Руфо и Магда Гусман, Tu tampoco eres normal (2011), режисирана от Умберто Сурита, Baño de mujeres (2013), режисирана от Роберто Д'Амико, с участието на Силвия Паскел и Офелия Медина, и Made in Mexico (2015) с Хуан Ферара, Рафаел Инклан и Сокоро Бония.

### Режисьор
През 2021 г. Асела Робинсън дебютира като режисьор в теленовелата Какво се случва със семейството ми?, продуцирана от Хуан Осорио.

## Филмография

### Актриса
Теленовели
- Нишките на миналото (2025)
- Любовта няма рецепта (2024) – Елвира Монкада
- Кабо (2023) – Лусия Аларкон
- Ничия жена (2022) – Алехандра Мадригал де Орта
- Богатите също плачат (2022) – Елена Суарес
- Бездушната (2021) – Мартина Фернандес
- Като теб няма втори (2020) – Лус Мария Молина де Кортес
- Лекари, линия на живота (2020) – Паула Руис Ортега
- Свърталище на вълци (2019) – Хелика Андраде
- Falsa identidad (2018) – Рамона Флорес
- Да обичам без закон (2018 – 2019) – Паула Ортега
- Дойде любовта (2016) – Лилиан Паласиос Смит
- Не вярвам на мъжете (2014) – Хосефа Кабрера
- Cachito de cielo (2012) – Тереса „Тете“ Де Франко де Ландерос
- Изпълнена с любов (2010 – 2011) – Федра Куриел де Руис и де Тереса / Хуана Фелипе Перес
- Капризи на съдбата (2009) – Елена Миранда де Кругер
- Свят на хищници (2006 – 2007) – Долорес Фариас
- Срещу вълните на живота (2005) – Аполония Рудел де Серано
- Под същата кожа (2003 – 2004) – Рехина Ортис Ескаланте
- Другата (2002) – Мирея Окампо
- Изворът (2001 – 2002) – Франсиска Риверо де Валдес
- Моята съдба си ти (2000) – Исаура Бекер
- Лабиринти на страстта (1999 – 2000) – Кармина Ролдан де Валенсия
- Узурпаторката (1998) – Елвира
- Плантация на страсти (1996) – Динора Фаберман де Сантос
- Pobre niña rica (1995 – 1996) – Ана Лусия Каниедо де Виягран
- Последната надежда (1993)

Сериали
- Завинаги Йоан Себастиан (2016) – Мариса[7]
- Estrella2 (2014) – Гост
- Cásate conmigo, mi amor (2013) – Кармен
- Nueva vida (2013)
- Розата на Гуадалупе (2011) – Клаудия
- Tiempo final (2009) – Соня
- Mujeres asesinas (2009) – Бланка
- Adictos (2009) – Моника
- Central de abasto (2008)
- Metrópolis (2007) – Себе си
- S.O.S.: Sexo y otros secretos (2007) – Лусия
- Mujeres (2005) – Лусия
- Bajo el mismo techo (2005) – Мануелита
- Mujer, casos de la vida real (1997-2004)
- La hora marcada (1990)

Кино
- Lady Rancho (2019)[8]
- Tus feromonas me matan (2016)
- Agua Blanca (2014) – Росарио
- Ayer, hoy y siempre (2012) – Иродиада
- Contratiempo (2011) - Господарка
- Al final del éxtasis (2011) – Кармен
- Tres trinqueteros de Acapulco (2006)
- El corrido de Luis Pulido (2004)
- Atrapada (2003)
- Espejo retrovisor (2002) – Майката на Палома
- La tumba de un jinete (2000)
- Para matar al presidente (1999)
- Carmela la Michoacana (1998)
- Soy el jefe de jefes (1998)
- Por tu culpa (1998)
- El aguinaldo (1997)
- El gato de la sierra (1997)
- El sexenio de la muerte (1997) – Силвия
- La joya más preciada (1997)
- Tiempo de llorar (1996)
- Sueños de muerte (1995) – Аделина Хуарес
- La risa en vacaciones 6 (1995) – Асела
- Los talacheros (1995)
- Atrapados en la venganza (1994)
- La risa en vacaciones 5 (1994) – Асела
- Las pasiones del poder (1994) – Моника
- Suerte en la vida "La lotería III" (1994)
- Trampa de hielo (1994)
- Un indio quiere llorar (1994)
- El trono del infierno (1994)
- La risa en vacaciones 4 (1994) – Асела
- El águila real (1994)
- El salario de la muerte (1993)
- Pelea de colosos (1993)
- Entre el amor y la muerte (1993)
- Yo hice a Roque III (1993)
- Yo no la maté (1993)
- Dama de la noche (1993)
- Apocalipsis infernal (1993)
- Por error (1993)
- Dos fuerzas (1992)
- La dama y el judicial (1992)
- La furia del vengador (1992)
- La mula (1992)
- Cuentos de suspenso (1992)
- El bizcocho del panadero (1991) – Лупита
- Escuadrón suicida (1991)
- Judicial pero honrado (1991)
- Dos nacos en el planeta de las mujeres (1991)
- ¡Mátenme porque me muero! (1991) – Мартина
- Fin de semana en Garibaldi (1991)
- El ninja mexicano (1991)
- Mujer de cabaret (1991)
- El extensionista (1991) – Раротонга
- Alarido del terror (1991)
- Isla para tres (1991)
- Sabueso (1991)
- Mátalos, Johnny (1991)
- El árbol vacío (1991)
- Los insepultos (1991)
- Agua roja (1990)
- La mujer judicial (1990) – Шефка на банда
- Los cuates del Pirruris (1990)
- Investigador privado... muy privado (1990)
- Sor batalla (1990)
- Dos rateros de altura (1990)
- Los fugitivos (1990)
- Reportaje sangriento (1990)
- Traficantes del vicio (1990)

Театър
- Made in México (2014-2015)[9]
- Baño de mujeres (2012)
- La ronda de las arpías (2009)
- 12 mujeres en pugna (2009)[10]
- Макбет (2008)
- El equilibrista (2008)[11]
- Orinoco (2007)
- Hombres (2005)
- Домът на Бернарда Алба (2002)
- Batas blancas no ofenden (1999)
- ¿Quién teme a Virginia Woolf? (1995)
- Cena de matrimonios (1994)
- Trilogía amorosa (1993)
- Todos a la piscina (1991)

### Режисьор
- Какво се случва със семейството ми? (2021)

## Награди

### Награди TVyNovelas (Мексико)
| Година | Категория                            | Теленовела           | Резултат   |
| ------ | ------------------------------------ | -------------------- | ---------- |
| 2017   | Най-добра актриса в отрицателна роля | Дойде любовта        | Печели     |
| 2015   | Най-добра актриса в отрицателна роля | Не вярвам на мъжете  | Номинирана |
| 2011   | Най-добра актриса в отрицателна роля | Изпълнена с любов    | Номинирана |
| 2003   | Най-добра поддържаща женска роля     | Другата              | Номинирана |
| 1997   | Най-добра актриса в отрицателна роля | Плантация на страсти | Номинирана |

### Любимец на публиката
| Година | Категория               | Теленовела          | Резултат |
| ------ | ----------------------- | ------------------- | -------- |
| 2015   | Главна отрицателна роля | Не вярвам на мъжете | Печели   |

### Награди ACTP
| Година | Категория                                       | Пиеса                        | Резултат |
| ------ | ----------------------------------------------- | ---------------------------- | -------- |
| 2008   | Най-добра актриса                               | Макбет                       | Печели   |
| 2003   | Най-добра поддържаща актриса на театрална сцена | Cena de matrimonios          | Печели   |
| 2002   | Най-добра поддържаща актриса в драма            | La casa de Bernarda de Alba  | Печели   |
| 1995   | Най-добра поддържаща актриса в драма            | ¿Quién teme a Virginia Wolf? | Печели   |